# 哈姆林 (堪薩斯州)
哈姆林為美国堪薩斯州布朗縣的城市。2010年美國人口普查中該城市人口有46人。

## 歷史
哈姆林於1870年設立。城市名稱以美國第15任副總統汉尼巴尔·哈姆林命名以茲紀念。

## 地理
哈姆林坐落在北緯39度54分58秒、西經95度37分39秒（亦可表示成39.916094°，-95.627632°）處。根據美国人口调查局的資料，此城市總面積0.09平方英里（0.23平方），全境為陸地。

## 人口統計
| 调查年                | 人口 | 备注   | %±     |
| --------------------- | ---- | ------ | ------ |
| 1880                  | 135  |        | —      |
| 1890                  | 216  |        | 60.0%  |
| 1900                  | 258  |        | 19.4%  |
| 1910                  | 208  |        | −19.4% |
| 1920                  | 211  |        | 1.4%   |
| 1930                  | 183  |        | −13.3% |
| 1940                  | 174  |        | −4.9%  |
| 1950                  | 118  |        | −32.2% |
| 1960                  | 99   |        | −16.1% |
| 1970                  | 95   |        | −4.0%  |
| 1980                  | 80   |        | −15.8% |
| 1990                  | 50   |        | −37.5% |
| 2000                  | 53   |        | 6.0%   |
| 2010                  | 46   |        | −13.2% |
| 2014年估计            | 45   | [ 12 ] | −2.2%  |
| U.S. Decennial Census |      |        |        |

### 2010年人口普查
2010年人口普查中，此城市人口有46人，戶數19戶，13個家庭。人口密度為197.3人/每平方公里（511.1人/每平方英里）。此城市有24棟住宅，平均每平方公里有103.0棟住宅。此城市居民之種族有95.7%為白人；2.2%為非裔美洲人；2.2%為美洲原住民。而西班牙裔或拉丁裔美洲人佔此城市人口的8.7%。
此城市之戶籍數計有19戶。其中擁有18歲以下孩童的住戶佔26.3%；已婚夫婦且同居的住戶佔57.9%，無婚姻女性住戶佔5.3%；無婚姻男性住戶佔5.3%；無家庭的住戶佔31.6%。獨居住戶佔全戶之31.6%，其中住戶為65歲或以上之獨居老人佔5.3%。住戶平均人數為2.42人，家庭平均人數則是3.00人。
此城市居民之年齡中位數為44歲。居民以年齡層分類來看，18歲以下者佔23.9%；18歲至24歲者佔2.1%；25歲至44歲者佔28.3%；45歲至64歲者佔26%；65歲或以上者則佔19.6%。男性佔全市人口之56.5%，女性則佔全市人口之43.5%。

### 2000年人口普查
2000年人口普查中，此城市人口有53人，戶數19戶，15個家庭。人口密度為204.6人/每平方公里（538.3人/每平方英里）。此城市有26棟住宅，平均每平方公里有100.4棟住宅。此城市居民之種族100.00%為白人。
此城市之戶籍數計有19戶。其中擁有18歲以下孩童的住戶佔42.1%；已婚夫婦且同居的住戶佔52.6%，無婚姻女性住戶佔31.6%；無家庭的住戶佔15.8%。獨居住戶佔全戶之15.8%，其中住戶為65歲或以上之獨居老人佔5.3%。住戶平均人數為2.79人，家庭平均人數則是3.06人。
此城市居民以年齡層分類來看，18歲以下者佔32.1%；25歲至44歲者佔32.1%；45歲至64歲者佔15.1%；65歲或以上者則佔20.8%。此城市居民之年齡中位數為36歲。性別比方面，每100位女性所對應的男性數為96.3位，如只計算18歲或以上的居民，則是每100位女性所對應的男性數為89.5位。
此城市每戶平均收入為27,500美元，每個家庭平均收入為34,375美元。男性平均收入18,750美元；女性平均收入46,250美元。該城市人均收入為14,813美元。此城市沒有居民和家庭低於貧窮門檻。

## 知名人物
- 艾倫·帕爾默·阿勒頓（Ellen Palmer Allerton，1835年－1893年），美國詩人，著有詩集《Walls of Corn》，葬於哈姆林墓園（Hamlin Cemetery）[13]
- 查爾斯·斯科特·貝瑞（Charles Scott Berry，1875年－1960年），知名教育家[14][15]
- 盧西恩·卡里（Lucian Cary，1886年－1971年），美國小說家、短篇小說家、編輯及槍械專家[16]

## 外部連結
城市
- Hamlin - Directory of Public Officials

學校
- USD 415（页面存档备份，存于）, local school district

地圖
- Hamlin City Map（页面存档备份，存于）, KDOT